# Éliane Vogel-Polsky

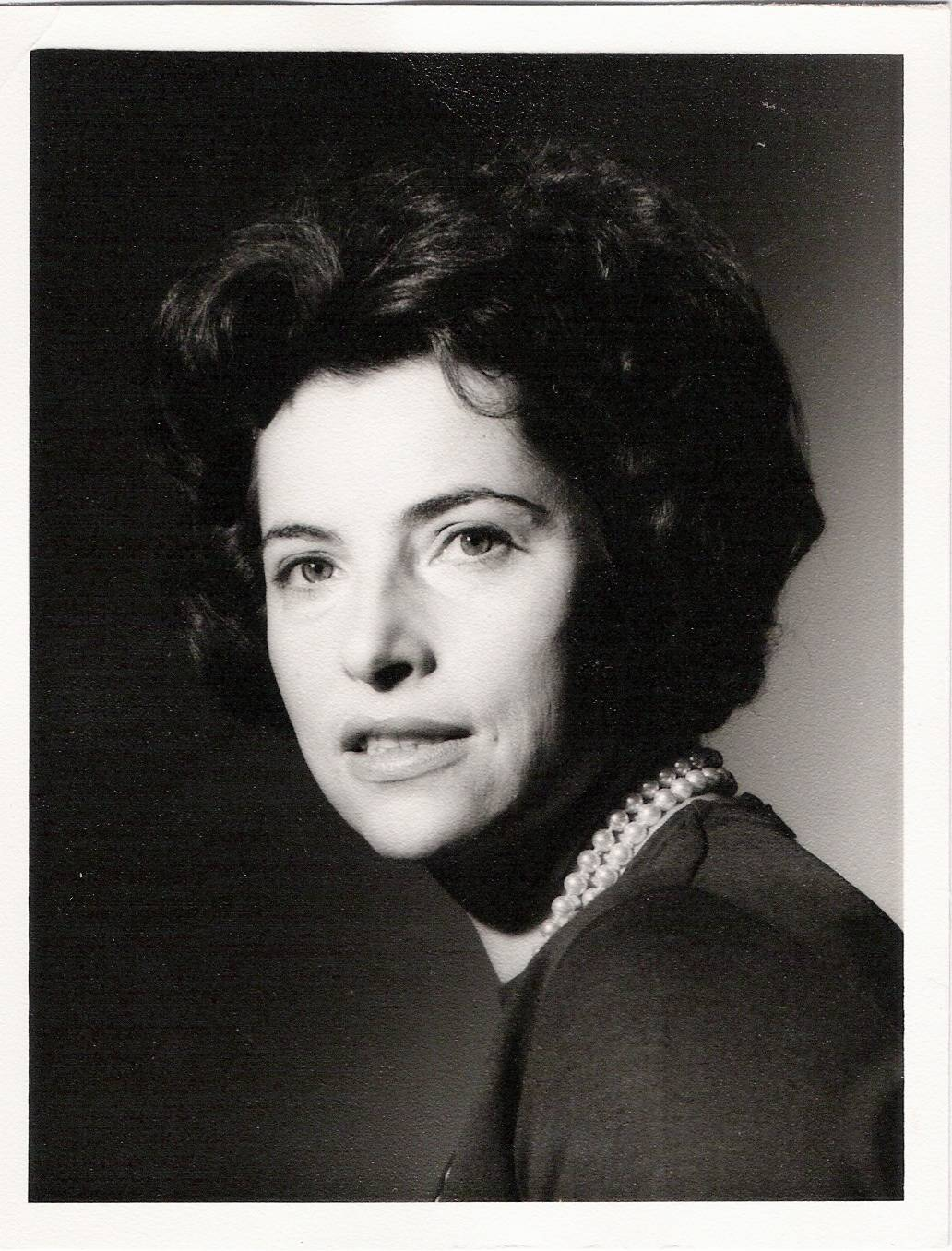
Eliane Vogel-Polsky

Éliane Vogel-Polsky (Gent, 5 juli 1926 - Brussel, 13 november 2015) was een Belgische juriste en feministe.

## Levensloop
Het Russisch-Joodse echtpaar Polsky kwam zich na de Eerste Wereldoorlog in Gent vestigen. Ze kregen er twee dochters waaronder Éliane. Na enkele jaren verhuisden ze naar Brussel.
Éliane werd vanaf de lagere school in het Frans opgevoed. De middelbare school doorliep ze in het Brusselse Lyceum Emile Jacqmain. Toen ze in 1942 vanwege de anti-Joodse wetten moest onderduiken, vervolgde ze haar humaniora onder een geleende identiteit in een Luikse school, geleid door benedictinessen. Onmiddellijk na de Bevrijding vatte ze de rechtenstudies aan, eerst in de Faculteiten Saint-Louis voor de kandidaturen en vervolgens voor de doctoraten in de ULB. In 1950 promoveerde ze met grote onderscheiding tot doctor in de rechten en ze schreef zich onmiddellijk in bij de Brusselse balie.
In 1952 trouwde ze met advocaat André-Albert Vogel en samen stichtten ze een advocatenassociatie. Ze kregen ook drie zonen. 
In datzelfde jaar dong ze samen met Marie-Thérèse Cuvelliez mee voor de Prix Janson, die ze dankzij hun welsprekendheid wonnen. Eliane werd meteen ook uitgenodigd om het volgende gerechtelijk jaar bij de Jonge Balie te openen.
In 1958 behaalde ze een licentiaat in sociaal en internationaal recht en in 1963 nog een bijzondere licentie in sociaal recht. In het Instituut voor Europese Studies aan de ULB behaalde ze ook nog in 1965 een bijzondere licentie in Europese studies.
Vanaf 1966 verwierf ze ruimere bekendheid toen ze zich ontpopte als militante feministe in de ondersteuning van de vrouwenstakingen bij de FN in Herstal.
Ze werd tevens docente aan de ULB en doceerde er arbeidsrecht, Belgische sociale zekerheid, internationaal sociaal recht, vergelijkend sociaal recht en Europees sociaal recht. In 1991 werd ze tot hoogleraar bevorderd en tot aan haar zeventigste doceerde ze vergelijkend sociaal recht.
Tot aan haar pensioen bleef ze zeer actief op het gebied van alle kwesties die betrekking hadden op de vrouw in het arbeidsproces en ze kreeg hiervoor internationale erkenning. De jaren negentig besteedde ze aan de verdediging van de vrouwenarbeid, aan de promotie van een sociaal Europa en aan de bevordering van feministische studies. 
Ze was bijna negentig toen ze overleed.

## Haar verschillende functies en opdrachten
- Toen hoogleraar Maurice Cornil op 11 oktober 1969 overleed, was ze bij machte om zijn cursus op staande voet over te nemen.
- In 1972-73 organiseerde ze de leerstoel over vrouwenarbeid in de ULB.
- Vanaf 1970 leidde ze een langlopende enquête over de vrouwenlonen in Europa. Dit project werd financieel ondersteund door vijf magazines: Amica (Italië), Margriet (Nederland), Femmes d'aujourd'hui (Frankrijk en België), Het Rijk der Vrouw (België) en Brigitte (Duitsland). Ze leidde ook enquêtes besteld door de Europese Commissie. De resultaten van deze onderzoeken toonden duidelijk de ongelijkheid aan tussen mannen en vrouwen op de arbeidsmarkt en riepen op tot bevordering van de gelijkheid.
- De leerstoel Suzanne Tassier (ULB) liet aan zes experten, onder wie Eliane Vogel-Polsky, toe om op universitair niveau alle conclusies uit de bovengemelde onderzoeken te halen.
- Ze werd vanaf 1962 expert bij de EEG.
- Vanaf 1975 was ze titularis van de leerstoel sociaal recht aan de ULB.
- Ze maakte deel uit van het wetenschappelijk comité van het tijdschrift Sextant, binnen de ULB, spreekbuis van de Belgische Liga voor de Vrouwenrechten.
- Van 1990 tot 1994 leidde ze Women's studies, in het kader van de politiek van wetenschappelijk onderzoek.
- In 1994 leidde ze de publicatie van een handboek dat het geheel van de ondernomen feministische studies hernam.
- Vanaf 1961-1962 verleende ze medewerking aan de algemene directie sociale zaken van de EEG.
- Vanaf 1961 werkte ze mee met de Raad van Europa bij het opstellen van het Europees sociaal charter en vervolgens van programma's gewijd aan de gelijkheid van de kansen.
- Ze werkte als expert met de Internationale Arbeidsorganisatie.
- Ze werkte mee aan de redactie van het Rode Boekje van de vrouwen.
- Ze nam deel aan de eerste Vrouwendag.

## Specialisatie in sociaal recht
In de jaren vijftig ontdekte Eliane de relatief nieuwe discipline van het sociaal recht en ze verwierf er in 1958 met grote onderscheiding een bijzondere, licentie in. Het proefschrift dat ze toen schreef, werd in 1966 in herwerkte en uitgebreide vorm gepubliceerd onder de titel: Du Tripartisme à l’Organisation internationale du Travail.  
Ze maakte kennis met Léon-Eli Troclet, van wie ze de cursus sociaal recht volgde. In 1958 richtte hij de Centre national de sociologie du droit social (CNSDS) op en ze werd zijn assistente. In 1972 volgde ze hem op als directrice voor het onderzoek in het Nationaal Fonds voor wetenschappelijk onderzoek, waar ze heel wat jaren bij betrokken was.
In het kielzog van Troclet en van Cornil gaf ze cursussen in de rechtsfaculteit, in het Institut du Travail en in de faculteit politieke en sociale wetenschappen van de ULB. Ze gaf ook les aan het Institut de formation sociale et culturelle in Charleroi.

## Het artikel 119 van het Verdrag van Rome
Nadat ze als een deskundige in haar domein was erkend, specialiseerde ze zich vooral op de industriële relaties, de sociale politiek, de syndicale vrijheid en het stakingsrecht, de mogelijke conflicten tussen nationaal en internationaal sociaal recht. 
In haar onderzoek naar het arbeidsrecht bracht ze er de feministische dimensie bij. Daarnaast interesseerde ze zich voor talrijke internationale onderwerpen binnen het sociaal recht. 
De jaren zestig waren die van de grote stakingen (tegen de Eenheidswet, FN-staking, Zwartberg). De schokken die deze stakingen teweeg brachten waren de aanleiding voor het uitvaardigen van een Charter voor het vrouwenrecht op arbeid en het Statuut van de werkende vrouw. 
Ze werkte voornamelijk ook rond het artikel 119 van het Verdrag van Rome (1957), het enige dat een sociale dimensie had in dit verdrag. Het stipuleerde dat ieder land de gelijkheid van bezoldiging handhaafde tussen mannen en vrouwen, voor een zelfde werk. Het niet of onvoldoende naleven van deze vereiste werd een van de belangrijke strijdpunten in hoofde van Éliane Vogel-Polsky.

## De grote staking bij de FN
Het was op basis van syndicale vormingsdagen in 1965, tijdens dewelke Eliane Vogel het artikel 119 uiteenzette, dat drie vrouwen de kennis opdeden die hen aanzetten de grote vrouwenstaking bij FN uit te lokken, op basis van de eis Gelijk loon voor gelijk werk'. 
De staking, die niet erkend was door de vakbond, duurde twaalf weken en was een belangrijke stap op de weg naar een feministische vakbondsactie.

## Het arrest Defrenne tegen Sabena
Éliane Vogel-Polsky verdedigde Gabrtielle Defrenne. Toen deze airhostess veertig werd, werd ze afgedankt door Sabena, zoals dat de gewoonte was. Ze wilde zich hier echter niet bij neerleggen.
Meester Vogel pleitte de discriminatie op basis van artikel 119 en won de zaak. Dit resultaat werd bekomen voor het Europees Gerechtshof, acht jaar na de inleiding voor een Belgische rechtbank. De gelijkheid man-vrouw wat betreft de bezoldiging en de gelijkberechtiging werd hiermee als een Europees basisrecht vastgelegd.

## Publicaties
- Une coopérative de production pour des travailleurs industriels pensionnés, in: Revue de Sociologie, 1963.
- Du tripartisme à l’organisation internationale du travail, Études du Centre national de sociologie du droit social, Brussel, 1966.
- L’article 6 de la Charte sociale européenne, in: Revue de l’Institut de sociologie, 1966.
- La conciliation des conflits collectifs du travail au niveau de la profession, in: La conciliation des conflits collectifs du travail en Belgique. Droit et pratique, Gembloux, Duculot, 1966.
- L’article 119 du Traité de Rome peut-il être considéré comme self-executing ?, in: Journal des Tribunaux, 1967.
- L’opinion publique internationale comme facteur de développement du droit social international : le cas de l’Afrique du Sud à l’OIT », in: Mélanges offerts à Léon-Éli Troclet, Brussel, Institut de Sociologie, 1967.
- Le travail intérimaire en Belgique, in: L.-É.Troclet et É. Vogel-Polsky, Le travail intérimaire en Belgique et dans les pays du Marché commun. Étude sociologique et juridique, Études du Centre national de sociologie du droit social, Brussel, 1968.
- L’égalité de rémunérations masculines et féminines: le droit face à la réalité,  in: Revue de droit contemporain, 1968.
- Le travail des femmes et l’arrêté royal du 24 octobre 1967, in: Socialisme, 1968.
- L’influence des conventions internationales du travail sur la législation sociale en Belgique, in: Revue internationale du Travail, Genève, 1968.
- Des moyens institutionnels prévus par le Traité de Rome à l’article 119, in: Studies en Voordrachten, Brussel, Faculteit der Rechtsgeleerdheid, 1970.
- Problèmes d’actualité en droit du travail en Belgique, in: Revista di diritto internazionale e comparato del lavoro, 1972.
- De l’efficacité du droit social international, in: Journal des Tribunaux, 1972.
- La préparation professionnelle des femmes salariées dans les pays de la Communautés européenne, in:La Revue nouvelle, 1974.
- Considérations sur l’égalité en droit, in: L’égalité. Études publiées sous la direction de R. Dekkers, P. Foriers, Ch. Perelman, par L. Ingber, Travaux du Centre de philosophie du droit, vol. IV, Brussel, ULB, 1975.
- Des contradictions de l’égalité en droit du travail», in: L’égalité. Études publiées sous la direction de R. Dekkers, P. Foriers, Ch. Perelman, par L. Ingber, Travaux du Centre de philosophie du droit, vol. IV, Brussel, 1975.
- Promotion des femmes dans le monde du travail, in: Revue internationale du travail, 1975.
- Les dimensions socio-économiques et sociologiques du retour des femmes sur le marché du travail. Résultats d’une enquête, in: Revue du Travail, 1975.
- La femme dans le monde du travail, Actes des journées d’études, Cahiers de la Commission du travail des femmes, 1976.
- Égalité de rémunération, in: Revue du Travail, 1977.
- L’évolution du statut de la travailleuse dans les relations de travail, in: 30 jaar Belgische arbeidsverhoudingen, Deventer, Kluwer, 1977.
- Les conséquences du divorce dans quelques systèmes de sécurité sociale en Europe, in: VIIIes Journées d’études juridiques Jean Dabin, UCL, Brussel, Bruylant, 1978.
- Les facteurs d’extranéité : le rôle du droit et de la jurisprudence communautaires, in: Revue de l’Université libre de Bruxelles, 1978.
- L’article 8. Droit des travailleuses à la protection, in: La Charte sociale européenne. Dix années d’application. Actes du colloque des 14-15 octobre 1976, organisé sous la direction de Léon-Éli Troclet, Brussel, ULB-Institut d’Études européennes, 1978.
- Lecture juridique de deux conflits, in: Cahiers du Grif, 1983.
- Belgique, in: Crise, maintien de l’emploi et partage du travail. Colloque international du Centre d’études juridiques européennes de Genève, Genève, Ed. Georg, 1984.
- Les besoins sociaux nouveaux, in: J. Vandamme (dir.), Pour une nouvelle politique sociale, Parijs, Economica, 1984.
- Les programmes d’action positive en faveur des femmes, in: Revue internationale du Travail, 1985.
- L’incidence du droit social européen sur le droit du travail belge, in: P. Van der Vorst (dir.), Cent ans de droit social, offerts à Louis Duchatelet, Brussel, Bruylant, 1985.
- L’égalité entre hommes et femmes en droit du travail en Belgique, in: M. Verwilghen (ed.), L’égalité juridique entre hommes et femmes dans la communauté européenne, vol. 2, t. 2, Louvain-la-Neuve, 1986.
- Égalité de rémunération et de traitement entre hommes et femmes. Les procédures de recours en matière d’atteintes à l’égalité de traitement, in: Cahiers de la Commission du travail des femmes, Revue du Travail, 1987.
- De la problématique des actions positives en Europe, in: M.-Th. Meulders-Klein en J. Ekelaar (ed.), Famille, État et sécurité économique d’existence, t. 2, Brussel, Story-Scientia, 1988.
- L’Europe sociale de l’an 2000 et la charte sociale européenne, in: Europe, le défi  social, Brussel, Ed. Ciaco, 1989.
- L’acte unique ouvre-t-il l’espace social européen ?, in: Droit social, Parijs, 1989.
- La Europa social del año 2000: la Carta social y el sistema communitario, in: Jose Vidal Soria (ed.), La Carta Social Europea desde la perspectiva de la Europa social del año 2000, Acta del colloquio commemorativo del XXV aniversario de la Carta social europea (Univ. de Granada), publ. Ministerio de Trabajo y Seguridad Social, 1989.
- Nuovi Diritti nell’Europa sociale, in: Democrazia e diritto, Centro du studi e di iniziative per la reforma dello stato, 1989.
- L’Atto unico apre la strada a une « spazio sociale europeo » ?, in: Sinistra Europea, Annali 1988-1989, Ed. Franco Angeli, 1989.
- Aspects historiques de la sécurité sociale et ses liens avec le travail, in: Une autre sécurité sociale ? Actes du colloque européen organisé le 13 avril 1989 par le CNFB, Brussel, 1989.
- Unlawfull Discrimination in Employment, Georgia, Journal of International and Comparative Law, 1990.
- Que faire pour l’Europe sociale après le sommet de Strasbourg ?, in: Droit social, 1990.
- Third comparative labor roundtable – unlawful discrimination, Employment : International law and community laws. Their interrelationship with domestic law, 1990.
- Droit du travail comparé en Amérique du Nord et sida, in: M. Vincineau (coord.), Le sida, un défi  aux droits. Actes du colloque organisé à l’ULB, Brussel, Bruylant, 1990.
- La politique sociale dans la perspective d’une Union européenne, Brussel, Ed. Europees Parlement, 1990.
- La directive du Conseil sur les licenciements collectifs, Brussel, Ed. ULB, 1990.
- Des perspectives posées par l’adoption d’une charte communautaire des droits sociaux et fondamentaux et par l’adoption d’un programme d’action sociale : quelle instrumentalisation juridique pour l’Europe sociale ?, in: A. Jaumotte et al., L’Europe en devenir, Brussel, éd. Les éperonniers-Conseil de l’Education permanente de l’ULB, 1990.
- (met Jean Vogel), l’Europe sociale en 1923: illusion, alibi ou réalité, Bruxelles, Editions de l’Université de Bruxelles, 1991.
- La protection des travailleurs du commerce et des bureaux en matière disciplinaire, Genève, BIT, 1992.
- 1992, quelles perspectives pour les femmes ?, Brussel, 1992.
- Hommage à Léon-Éli Troclet, in : Quel avenir pour l’Europe sociale : 1992 et après ? Actes du colloque en hommage à Léon-Éli Troclet, Brussel, CIACO, 1992.
- De la dimension sociale du marché intérieur à une véritable cohésion économique et sociale, in: Quel avenir pour l’Europe sociale : 1992 et après ? Actes du colloque en hommage à Léon-Éli Troclet, Brussel, 1992.
- Aujourd’hui… des études féministes, in: Sextant 1993.
- La citoyenneté européenne et les femmes. Une relecture féministe », in: L’avenir de la politique sociale européenne, Louvain-la-Neuve, Presses universitaires de Louvain, 1994.
- Les impasses de l’égalité. L’égalité à travers la parité, in La Revue nouvelle, 1994.
- Les impasses de l’égalité ou pourquoi les outils juridiques visant à l’égalité des femmes et des hommes doivent être repensés en termes de parité, in: É. Vogel-Polsky, M.N. Beauchesne en L. Zaïd, Manuel des ressources sur les Women’s studies en Belgique, Brussel, 1994.
- Maastricht ou la voie étroite du social, in: M. Telo (dir.), Quelle union sociale européenne ? Acquis institutionnel, acteurs, défi s, Brussel, Ed. ULB, 1994.
- Les compétences sociales de l’Union européenne : protection sociale et sécurité sociale, in: Revue belge de sécurité sociale, 1994.
- Les législations d’égalité entre les femmes et les hommes : un inaboutissement programmé, in: Les Cahiers du MAGE, 1995.
- La reconnaissance en droit international des droits économiques, sociaux et culturels de la personne et son interrelation avec l’article 23 de la Constitution, in: R. Ergec (dir.), Les droits économiques, sociaux et culturels dans la Constitution, coll. Faculté de Droit de l’ULB, Brussel, Bruylant, 1995.
- Genre et Droit : les enjeux de la parité, in: Les Cahiers du GEDISST,1996.
- The Conception and Instrumentalisation of Legislation on Equal Opportunities for Men and Women: programmed not to succeed, in: European Review of Labor and Research, 1996.
- Démocratie, femmes et citoyenneté européenne, in: Partager le pouvoir demain. Stratégies pour un futur paritaire. Actes du colloque organisé à Bruxelles les 28 et 29 février, Brussel, Réseau national Femmes dans la prise de décision politique, économique et sociale, 1996.
- La construction socio-sexuée du droit du travail en Belgique, in: I. Kravaritou (éd.), The Sex of the Labour Law in Europe, Netherlands, Ed. Kluwer Law International, 1996.
- Faire de l’Union un levier pour l’égalité des sexes, in: Le Monde diplomatique, 1996.
- Aspects juridiques de l’accès et la participation des femmes au marché du travail, in: Rapport de synthèse européen, Forum d’experts, Brussel, 1996.
- Les trous noirs de l’univers des médias, in: Chronique féministe, 1996.
- Les femmes, la citoyenneté européenne et le traité de Maastricht, in: A. Del Re et J. Heinen (dir.), Quelle citoyenneté pour les femmes ? La crise de l’État providence et de la représentation en Europe, Paris, L’Harmattan, 1997.
- Démocratie, femmes et citoyenneté européenne , in: Sextant, Brussel, 1997.
- La conférence intergouvernementale de 1996 et les espoirs d’une citoyenneté européenne : une responsabilité partagée, La Pensée et les Hommes, 1997.
- Droit de l’Union européenne : contraintes et subsidiarité, in: Droit du travail et mondialisation, Etudes et Recherches, ISERES, 1998.
- Comment recourir au concept de Good Governance pour garantir la participation égale des femmes au pouvoir ?, in: Le pouvoir en force. Actes du colloque de Bruxelles, 1 octobre 1998, Brussel, 1998.
- Existe-t-il en droit communautaire une obligation positive des Etats membres d’adopter des normes qui favorisent la pleine réalisation des droits qu’il consacre ?, in: Studi sul Lavoratore. Scritti in onore di Gino Giugni, 2 vol., Bari, Ed. Caccuci, 1998.
- La négociation collective du temps de travail dans la perspective du genre, in: Y. Kravaritou (ed.), La réglementation du temps de travail dans l’Union européenne. Actes du colloque de Florence 27-29 avril 1995, Brussel, Lang, 1999.
- Gender Equality and Community Law, in: U. Mückenberger (ed.), Manifesto Social Europe, Publisher European Trade Union Institute, 2001.
- Les femmes et les changements de la démocratie dans l’Union européenne. Où en est la parité ?, in: La parité est l’avenir de l’homme. Actes du colloque organisé le 24 août 2000, Brussel, Ed. Luc Pire, 2001.
- Le droit à l’égalité dans la Communauté européenne : « l’inaccessible étoile » , in: É. Vogel-Polsky et M.-N. Beauchesne (coord.), Les politiques sociales ont-elles un sexe ?, Brussel, Labor, 2001.
- Agir pour le droit des femmes, Entretien avec Éliane Vogel-Polsky réalisé par Muriel Royer, Parijs, Presses de Sciences Po, 2003.
- Agir pour le droit des femmes, CAIRN, 2003.
- Cinquante ans de droit du travail, in: M. Sylin, Cinquante ans d’évolution du travail. De la semaine de 5 jours à la Directive Bolkenstein. Colloque organisé à l’occasion des 50 ans de l’Institut des Sciences du Travail, Brussel, ULB, 2006.

## Eerbetoon
- Eliane werd in 1992 eredoctor benoemd aan de Universiteit van Leida (Catalonië).
- Een straat in Brussel wordt naar haar genoemd.
- Het Europacollege (Brugge en Natolin) heeft haar als patroon aangeduid voor het academiejaar 2021-2022.
- Een documentaire werd aan haar leven en werk gewijd en op tv uitgezonden in 2018, naar aanleiding van de Internationale Vrouwendag.